# Nekrolog 1762
Nekrolog
◄◄
| ◄
| 1758
| 1759
| 1760
| 1761
| 1762 | 1763 | 1764 | 1765 | 1766 | ► | ►►
Weitere Ereignisse | Allgemeiner Nekrolog 1762
Die Beschreibung der verstorbenen Person sollte so kurz wie möglich gehalten sein und nur deren signifikante Tätigkeit(en) enthalten.
Neue Namen ggf. auch unter dem Geburts- und Sterbedatum, also etwa unter 1. Januar und im Geburts- und Sterbejahr (2024) eintragen (nur bei entsprechender großer Wichtigkeit). Für Beispiele siehe die schon vorhandenen Artikel.
Außerdem über die fünf zuletzt Verstorbenen, zu denen es einen ausreichend guten Artikel für eine Präsentation auf der Hauptseite gibt, nach der todesbedingten Überarbeitung der Artikel ggf. auch unter Wikipedia Diskussion:Hauptseite informieren und sie am besten auch in den anderen Wikipedia-Sprachversionen eintragen. Tipp: Regelmäßig bei news.google.de nach „ist tot“, „gestorben“ oder „verstorben“ suchen.
Wenn eine Person gestorben ist, gibt es viele Seiten zu dieser Person in der Wikipedia, die davon auch betroffen sind und entsprechend aktualisiert werden müssen. Beispiele: Namenübersichtsseite, Geburtsjahr, Geburtsort-Seiten und viele mehr.
Wie finde ich die betroffenen Seiten?
Im Suchfeld auf der linken Seite gibt man den Suchbegriff so ein: „Vorname Nachname“. Dann klickt man auf Volltext und alle Seiten mit entsprechendem Suchtext werden aufgerufen. Hier sieht man dann schnell, wo auch das Todesjahr Sinn macht oder sogar ein Teil des Artikels angepasst werden muss. Auch hilft das „Werkzeug“ auf der linken Seite sehr gut, um solche Seiten aufzufinden: „Links auf diese Seite“. Somit ist die Wikipedia wieder aktuell in allen Bereichen! Hinweis: bei Eintragung der Kategorie „Gestorben JAHR“ wird der Missbrauchsfilter 49 ausgelöst, was jedoch nicht schlimm ist. Siehe: Spezial:Missbrauchsfilter/49
Dies ist eine Liste von im Jahr 1762 verstorbenen bekannten Persönlichkeiten. Die Einträge erfolgen innerhalb der einzelnen Daten alphabetisch sortiert. Tiere sind im Nekrolog für Tiere zu finden.

## Januar
| Tag        | Name                                         | Beruf, bekannt als                                                         | Alter | Beleg |
| ---------- | -------------------------------------------- | -------------------------------------------------------------------------- | ----- | ----- |
| 1. Januar  | Giuseppe Maria Manassei                      | Generalminister des Kapuzinerordens                                        | 76    |       |
| 2. Januar  | Johann Christoph Bilhuber                    | deutscher evangelischer Pfarrer                                            | 59    |       |
| 5. Januar  | Elisabeth                                    | russische Zarin                                                            | 52    |       |
| 5. Januar  | Johann Friedrich May                         | deutscher Politikwissenschaftler                                           | 64    |       |
| 8. Januar  | Teimuras II.                                 | georgischer König                                                          |       |       |
| 11. Januar | Louis-François Roubiliac                     | französischer Bildhauer                                                    |       |       |
| 15. Januar | Johannes Klein                               | tschechischer Astronom und Mechanikus                                      | 77    |       |
| 15. Januar | Pjotr Iwanowitsch Schuwalow                  | russischer Graf, Staatsmann und Militär                                    |       |       |
| 18. Januar | Samuel Friedrich von Kanitz                  | kurfürstlich-preußischer Kammerherr                                        | 71    |       |
| 18. Januar | Maria Anna Amalia Auguste von Pfalz-Sulzbach | Prinzessin aus dem Haus Wittelsbach, Karmelitin und Priorin                | 68    |       |
| 23. Januar | Michael Leveilly                             | französischer Architekt                                                    |       |       |
| 27. Januar | John Rocque                                  | englischer Kartograf französischer Herkunft                                |       |       |
| 27. Januar | Johann Heinrich Friedrich von Spaen          | königlich-preußischer Generalmajor und Chef des Kürassier-Regiments Nr. 12 |       |       |
| 29. Januar | Karl Friedrich von Lüderitz                  | preußischer Oberst und Chef des Berliner Land-Regiments                    |       |       |
| 30. Januar | Johann Michael Holzhey                       | Maler und Freskant                                                         | 32    |       |
| Januar     | Johann Gottlieb Bötticher                    | deutscher Mediziner                                                        |       |       |

## Februar
| Tag         | Name                                      | Beruf, bekannt als                                                           | Alter | Beleg |
| ----------- | ----------------------------------------- | ---------------------------------------------------------------------------- | ----- | ----- |
| 2. Februar  | Friedrich Zollmann                        | deutscher Archivar, Historiker und Kartograf                                 | 71    |       |
| 3. Februar  | Charles Emmanuel de Crussol               | französischer Adliger und Militär                                            | 55    |       |
| 4. Februar  | Pierre-Alexandre Levesque de La Ravalière | französischer Historiker, Romanist und Mediävist                             | 65    |       |
| 7. Februar  | Jean-Baptiste Desmarets                   | französischer General und Marschall von Frankreich                           |       |       |
| 11. Februar | Johann Tobias Krebs                       | deutscher Organist, Komponist und Kantor                                     | 71    |       |
| 12. Februar | Laurent Belissen                          | französischer Komponist des Spätbarock                                       | 68    |       |
| 20. Februar | Tobias Mayer                              | deutscher Kartograf, Geograph, Mathematiker, Physiker und Astronom           | 39    |       |
| 21. Februar | Andreas Georg Wähner                      | deutscher Orientalist                                                        | 68    |       |
| 24. Februar | Friedrich Hannibal von Schmertzing        | kaiserlicher und preußischer General                                         | 57    |       |
| 28. Februar | Karl Adolph Kändler                       | sächsischer Holz- und Hofbildhauer                                           | 42    |       |
| Februar     | Friedrich Nikolaus von Wangenheim         | königlich preußischer Generalmajor, Kommandeur des Füselier-Regiments Nr. 40 |       |       |

## März
| Tag      | Name                                            | Beruf, bekannt als                                                                                    | Alter | Beleg |
| -------- | ----------------------------------------------- | --- | ----- | ----- |
| 4. März  | Alexandre de La Rochefoucauld                   | französischer Adliger, Militär und Hofbeamter                                                         | 71    |       |
| 4. März  | Johannes Zick                                   | deutscher Freskomaler des Barock                                                                      | 60    |       |
| 5. März  | Georg Christian Schemelli                       | deutscher Kantor und Verfasser eines Gesangbuches, an dem auch Johann Sebastian Bach mitarbeitete     |       |       |
| 6. März  | Antoinette Amalie von Braunschweig-Wolfenbüttel | Fürstin von Braunschweig-Bevern, Herzogin zu Braunschweig und Lüneburg                                | 65    |       |
| 9. März  | Esprit Philippe Chédeville                      | französischer Musette-Virtuose und Komponist                                                          | ≈66   |       |
| 10. März | Jean Calas                                      | französischer Protestant, der Opfer eines Justizmordes wurde                                          | 63    |       |
| 11. März | August Friedrich von Boden                      | preußischer Finanzminister                                                                            | 79    |       |
| 13. März | Daniele Dolfin                                  | italienischer Geistlicher, Patriarch von Aquileia und Kardinal                                        | 74    |       |
| 13. März | Johann Schmidl                                  | böhmischer Jesuit                                                                                     | 68    |       |
| 14. März | Berthold Hauser                                 | deutscher Jesuit, Mathematiker, Philosoph und Hochschullehrer                                         | 48    |       |
| 16. März | Francesco Bernardini                            | italienischer Maler und Bühnenbildner                                                                 |       |       |
| 16. März | Friedrich Joachim von Rathenow                  | preußischer Oberst                                                                                    |       |       |
| 18. März | Paul II. Anton Esterházy de Galantha            | kaiserlicher Feldmarschall                                                                            | 50    |       |
| 18. März | Johann Baptist Regondi                          | italienisch-österreichischer kaiserlicher Hofsteinmetzmeister des Barock, Richter in Kaisersteinbruch | 58    |       |
| 21. März | Nicolas Louis de Lacaille                       | französischer Astronom (Namensgeber von 15 der 88 Sternbilder)                                        | 49    |       |
| 24. März | Johann Gottfried Zentgrav                       | deutscher evangelischer Theologe                                                                      | 39    |       |
| 26. März | Johann Peter Ernst Rohrer                       | Baumeister                                                                                            |       |       |
| 30. März | Johann Georg Bergmüller                         | deutscher Freskomaler des Barocks                                                                     | 73    |       |
| März     | Johann Christian Schickhardt                    | deutscher Komponist                                                                                   | 79    |       |
| März     | Georg Ludwig von Zastrow                        | herzoglich braunschweig-lüneburgischer Generalmajor                                                   |       |       |

## April
| Tag       | Name                            | Beruf, bekannt als                                                                             | Alter | Beleg |
| --------- | ------------------------------- | ---------------------------------------------------------------------------------------------- | ----- | ----- |
| 3. April  | Ernst Friedrich Arendt          | preußischer Beamter                                                                            |       |       |
| 3. April  | Christoph Friedrich von Lattorf | preußischer Generalleutnant, Ritter des Schwarzen Adlerordens und Kommandant der Festung Kosel | 65    |       |
| 4. April  | David Hirschel Fraenkel         | deutscher Juwelier und Rabbiner                                                                |       |       |
| 5. April  | Samuel Ehrenreich von Werther   | preußischer Capitain, Landrat und Landesdirektor                                               |       |       |
| 6. April  | Hermann Werner von Bossart      | deutscher Priester und Diplomat                                                                | 66    |       |
| 7. April  | Heinrich von Bünau              | deutscher Staatsmann und Historiker                                                            | 64    |       |
| 7. April  | Pietro Guarneri                 | italienischer Geigenbauer                                                                      | 66    |       |
| 8. April  | Wilhelm Ludwig von Bissing      | preußischer Generalmajor und Chef des Dragonerregiments Nr. 4                                  | 80    |       |
| 8. April  | Josep Ullastra                  | spanischer Kleriker, Katalanist und Grammatiker                                                | 71    |       |
| 10. April | Johannes Friedrich Drobisch     | deutscher Komponist und Kantor                                                                 | 38    |       |
| 17. April | Georg Arnold von Grolman        | preußischer Oberst, Chef des Garnisonsbataillons Nr. 3, Kommandant von Kolberg                 | 84    |       |
| 17. April | Constantin Guido von Podewils   | königlich preußischer Generalmajor                                                             | 59    |       |
| 17. April | Anton Johan Wrangel             | schwedischer Admiral und Reichsrat                                                             | 82    |       |
| 18. April | Johann Christoph von Schönfeldt | kursächsischer Kreishauptmann                                                                  | 60    |       |
| 20. April | Joachim Christian von Tresckow  | preußischer Generalleutnant                                                                    | 63    |       |
| 21. April | Johann Sigmund Ulitsch          | pietistischer Theologe                                                                         | 60    |       |
| 23. April | Johann Samuel Endler            | deutscher Komponist des Spätbarock                                                             | 67    |       |
| 27. April | Jan Josef Brixi                 | böhmischer Organist, Kantor und Komponist                                                      | 51    |       |
| 29. April | Joseph                          | Reichsfürst und Prinzipalkommissar am Reichstag                                                | 63    |       |
| 30. April | Johann Arnold Bertram           | deutscher Hüttenmeister zu Neuwied                                                             | 66    |       |

## Mai
| Tag     | Name                              | Beruf, bekannt als | Alter | Beleg |
| ------- | --------------------------------- | --- | ----- | ----- |
| 2. Mai  | Laurentius Hagemann               | deutscher lutherischer Theologe, geistliches Mitglied des Konsistoriums in Hannover und Generalsuperintendent der Generaldiözesen Hoya-Diepholz und Calenberg | 69    |       |
| 5. Mai  | Jean Barbault                     | französischer Maler und Graphiker | 43    |       |
| 7. Mai  | Gebhard Johann Essenius           | deutscher evangelischer Theologe | 73    |       |
| 8. Mai  | Karl Friedrich Hundertmark        | deutscher Mediziner | 47    |       |
| 8. Mai  | Joseph Nicolaus Torner            | deutscher Organist und Komponist | 62    |       |
| 15. Mai | Michał Kazimierz Radziwiłł        | litauischer Adeliger, Magnat und Großhetman | 59    |       |
| 16. Mai | Ernst Christian Hesse             | deutscher Gambist und Komponist | 86    |       |
| 17. Mai | Heinrich Matthäus Lohe            | deutscher Maler | 86    |       |
| 19. Mai | Christoph II. von Dohna-Schlodien | preußischer General | 59    |       |
| 19. Mai | Francesco Loredan                 | Doge von Venedig | 77    |       |
| 21. Mai | Ernst Dietrich Bartels            | deutscher Bildhauer | 82    |       |
| 21. Mai | Aleksander Józef Sułkowski        | sächsischer Landesminister | 67    |       |
| 22. Mai | Friedrich Wilhelm von Kannenberg  | Chef des Dragoner-Regiments IV, Oberhofmeister, Erbmarschall                                                                                                  |       |       |
| 24. Mai | Charles-Daniel Prince             | Schweizer evangelischer Geistlicher | 72    |       |
| 24. Mai | Joseph Umstatt                    | österreichischer Komponist | 51    |       |
| 25. Mai | Andreas Gschwandtner              | österreichischer Benediktinerabt, Astronom und Mathematiker                                                                                                   | 66    |       |
| 27. Mai | Alexander Gottlieb Baumgarten     | deutscher Philosoph | 47    |       |
| 27. Mai | Jakob Joseph Kohaut               | böhmischer Lautenist |       |       |
| 28. Mai | Leberecht Cleinow                 | deutscher Pfarrer am Königsberger Dom | 60    |       |
| 28. Mai | Gustav Adolf von Gotter           | deutscher Diplomat | 70    |       |

## Juni
| Tag      | Name                                            | Beruf, bekannt als                                                   | Alter | Beleg |
| -------- | ----------------------------------------------- | -------------------------------------------------------------------- | ----- | ----- |
| 3. Juni  | Johann Baptist von Thurn und Taxis              | österreichischer Bischof und Reichsgraf                              | 55    |       |
| 5. Juni  | Jonas Erikson Sundahl                           | schwedischer Baumeister                                              |       |       |
| 6. Juni  | George Anson, 1. Baron Anson                    | britischer Marineoffizier und Theoretiker der Seekriegskunst         | 65    |       |
| 7. Juni  | Philipp Reinhard von Klingenberg                | bayerischer Offizier und Kommandeur des Kadettenkorps                |       |       |
| 8. Juni  | Theophil Georgi                                 | deutscher Buchhändler, Verleger und Bibliograph                      | 88    |       |
| 9. Juni  | Innocente Bellavite                             | Maler, Theaterarchitekt, Bühnenbildner                               |       |       |
| 9. Juni  | Johann Ernst von Flörcke                        | deutscher Jurist                                                     | 66    |       |
| 13. Juni | Dorothea Christiane Erxleben                    | erste promovierte deutsche Ärztin                                    | 46    |       |
| 14. Juni | Johann Baptist Kraus                            | Fürstabt von Sankt Emmeram                                           | 62    |       |
| 17. Juni | Jobst Heinrich von Bülow                        | Klosterhauptmann von Dobbertin                                       |       |       |
| 17. Juni | Prosper Jolyot Crébillon                        | französischer Autor                                                  | 88    |       |
| 21. Juni | Johann Ernst Eberlin                            | deutscher Komponist und Organist                                     | 60    |       |
| 21. Juni | Jakob Sombart                                   | Bürgermeister in Elberfeld                                           |       |       |
| 22. Juni | Dorothea Christina von Aichelberg               | deutsche Thronfolgerin                                               | 88    |       |
| 22. Juni | Karl Friedrich Albrecht von Brandenburg-Schwedt | Prinz von Preußen, nichtregierender Markgraf von Brandenburg-Schwedt | 57    |       |
| 22. Juni | Christian Ludwig Mögling                        | deutscher Mediziner und Hochschullehrer                              | 46    |       |
| 23. Juni | Friedrich Ernst von Brandenburg-Kulmbach        | Statthalter von Schleswig-Holstein                                   | 58    |       |
| 23. Juni | Wolfgang Dietrich Majer                         | deutscher Maler                                                      | 64    |       |
| 26. Juni | Luise Adelgunde Victorie Gottsched              | deutsche Schriftstellerin                                            | 49    |       |
| 28. Juni | Lucas Bauer                                     | Maler und Galeriedirektor des Fürsten Josef Wenzel von Liechtenstein | 54    |       |
| Juni     | Giovanni Giorgi                                 | italienischer Kirchenkomponist des Spätbarock und der Vorklassik     |       |       |

## Juli
| Tag      | Name                                                    | Beruf, bekannt als                                                                | Alter | Beleg |
| -------- | ------------------------------------------------------- | --------------------------------------------------------------------------------- | ----- | ----- |
| 1. Juli  | Johann Christian Fischer                                | französischer General deutscher Herkunft und Führer eines französischen Freikorps | 49    |       |
| 5. Juli  | Jakob Adlung                                            | deutscher Organist, Komponist, Musikschriftsteller und Instrumentenbauer          | 63    |       |
| 7. Juli  | Johann Georg Bock                                       | deutscher Literaturwissenschaftler und Dichter                                    | 64    |       |
| 8. Juli  | Leonhard Ludwig Mencke                                  | deutscher Jurist                                                                  | 51    |       |
| 10. Juli | Jan Frederik Gronovius                                  | niederländischer Botaniker                                                        | 76    |       |
| 10. Juli | Johann Adam Steinmetz                                   | Theologie, Pietist, Pädagoge                                                      | 72    |       |
| 11. Juli | Christian Adolf Friedrich Gottlieb zu Castell-Remlingen | deutscher Landesherr                                                              | 26    |       |
| 12. Juli | Prinz Sado                                              | koreanischer Prinz und Thronfolger                                                |       |       |
| 13. Juli | James Bradley                                           | englischer Astronom und Pfarrer                                                   | 69    |       |
| 17. Juli | Peter III.                                              | russischer Kaiser und Staatsmann                                                  | 34    |       |
| 17. Juli | Luca Melchiore Tempi                                    | italienischer Kardinal und Diplomat                                               | 74    |       |
| 18. Juli | Anton Kappers                                           | münsterischer Maler                                                               | 54    |       |
| 20. Juli | Christoph Nichelmann                                    | deutscher Komponist                                                               | 44    |       |
| 20. Juli | Paul Troger                                             | österreichischer Maler des Rokoko                                                 | 63    |       |
| 27. Juli | Edmé Bouchardon                                         | französischer Bildhauer und Architekt                                             | 64    |       |
| 29. Juli | Françoise-Louise de Warens                              | Geliebte Jean-Jacques Rousseaus                                                   | 63    |       |
| 30. Juli | Johann Valentin Görner                                  | deutscher Barockkomponist                                                         | 60    |       |

## August
| Tag        | Name                                     | Beruf, bekannt als                                                               | Alter | Beleg |
| ---------- | ---------------------------------------- | -------------------------------------------------------------------------------- | ----- | ----- |
| 10. August | Adam Friedrich von Jeetze                | preußischer Generalleutnant, Chef des Infanterieregiments Nr. 17                 | 72    |       |
| 13. August | Johannes Alberti                         | niederländischer reformierter Theologe und Philologe                             | 64    |       |
| 13. August | Joseph Esterházy                         | kaiserlich-österreichischer General                                              | 47    |       |
| 14. August | Johann Georg Neßtfell                    | deutscher Ebenist und Mechanikus                                                 | 68    |       |
| 15. August | Nicolas René Berryer                     | französischer Rechtsanwalt, Politiker, Staatssekretär                            | 59    |       |
| 16. August | Christoph Martin von Degenfeld-Schonburg | preußischer General, Gesandter sowie wirklicher Staats- und Kriegs-Minister      | 73    |       |
| 20. August | Schāh Walī Allāh ad-Dihlawī              | islamischer Denker                                                               | 59    |       |
| 20. August | Johann Christian Schurries               | deutscher Bildhauer                                                              | 62    |       |
| 20. August | Georg Friedrich Steinweeg                | deutscher Theologe                                                               | 62    |       |
| 21. August | Mary Wortley Montagu                     | englische Schriftstellerin                                                       | 73    |       |
| 22. August | Friedrich Leopold von Geßler             | preußischer Generalfeldmarschall und Reitergeneral unter Friedrich II. (Preußen) | 74    |       |
| 26. August | John Fane, 7. Earl of Westmorland        | britischer General, Peer und Politiker                                           |       |       |
| 28. August | Armand Jules de Rohan-Guémené            | Erzbischof von Reims                                                             | 67    |       |
| 29. August | Stanisław Poniatowski                    | polnischer Politiker                                                             | 85    |       |
| 31. August | Momozono                                 | 116. Tennō von Japan                                                             | 21    |       |
| 31. August | Pietro Rotari                            | italienischer Maler                                                              | 54    |       |

## September
| Tag           | Name                                   | Beruf, bekannt als                                                                      | Alter | Beleg |
| ------------- | -------------------------------------- | --------------------------------------------------------------------------------------- | ----- | ----- |
| 5. September  | Johann Christian Crell                 | sächsischer Notar, Amts- und Ratsauktionator und -taxator, Buchhändler und Historiograf | 72    |       |
| 11. September | Johannes de Gorter                     | niederländischer Arzt                                                                   | 73    |       |
| 13. September | Josef Wilhelm Rink von Baldenstein     | Fürstbischof von Basel                                                                  | 58    |       |
| 17. September | Francesco Geminiani                    | italienischer Violinist und Komponist                                                   |       |       |
| 22. September | Ernst Friedrich von Ascheberg zu Venne | Domherr in Münster und Minden sowie Amtsdroste in Werne                                 | 60    |       |
| 23. September | Dorothea Ritter                        | Jugendfreundin von Friedrich dem Großen                                                 | 48    |       |
| 25. September | Michel de Verthamon de Chavagnac       | französischer Bischof                                                                   | 74    |       |
| 30. September | Jacques Daviel                         | französischer Augenarzt und Entdecker einer Operationsmethode für den Grauen Star       |       |       |

## Oktober
| Tag         | Name                                | Beruf, bekannt als                                                        | Alter | Beleg |
| ----------- | ----------------------------------- | ------------------------------------------------------------------------- | ----- | ----- |
| 5. Oktober  | Jacob Oertel                        | deutscher Orgelbauer                                                      |       |       |
| 6. Oktober  | Francesco Manfredini                | italienischer Komponist des Spätbarock                                    | 78    |       |
| 7. Oktober  | Georg von Pfronten-Kreuzegg         | Kapuziner                                                                 | 65    |       |
| 9. Oktober  | Marquard Herrgott                   | Benediktiner, Diplomat und Historiker                                     | 68    |       |
| 14. Oktober | Hieronymus Pez                      | österreichischer Benediktiner, Philologe und Historiker in der Barockzeit | 77    |       |
| 22. Oktober | Carl Aigen                          | österreichischer Maler                                                    | 77    |       |
| 22. Oktober | Michael Johann Herbst               | dänischer Schoutbynacht                                                   | 63    |       |
| 22. Oktober | Johann Henrich von Seelen           | deutscher Theologe und Pädagoge                                           | 75    |       |
| 24. Oktober | Gottfried Ludwig Mencke der Jüngere | deutscher Rechtswissenschaftler                                           | 50    |       |
| 27. Oktober | Gottlob Sebastian von Lucke         | deutscher Dichter                                                         |       |       |
| Oktober     | Gizziello                           | italienischer Kastrat                                                     | 48    |       |

## November
| Tag          | Name                                | Beruf, bekannt als                                                                                   | Alter | Beleg |
| ------------ | ----------------------------------- | --- | ----- | ----- |
| 3. November  | August Moritz von Donop             | Staatsminister in Hessen-Kassel sowie Oberkammerherr, Gesandter und Oberhofmeister, Generalleutenant | 68    |       |
| 7. November  | Georg Besenbeck                     | deutscher evangelischer Geistlicher und Pädagoge                                                     | 31    |       |
| 9. November  | Karl Friedrich von Moller           | preußischer Militär und Adliger                                                                      |       |       |
| 11. November | Franz Ferdinand von Nagel           | Amtsdroste in Winzenburg sowie Domherr in Paderborn und Münster                                      | 28    |       |
| 13. November | Hermann Post                        | deutscher Jurist und Archivar in Bremen                                                              | 69    |       |
| 14. November | Clemens August Droste zu Vischering | Domherr in Münster                                                                                   |       |       |
| 19. November | Robert Manners-Sutton               | britischer Offizier und Politiker                                                                    | 40    |       |
| 22. November | Caspar Otto Christoph von Rohr      | preußischer Landrat                                                                                  | 51    |       |
| 26. November | Jacques-Christophe Naudot           | französischer Flötist und Komponist                                                                  |       |       |

## Dezember
| Tag          | Name                                 | Beruf, bekannt als                                                                                 | Alter | Beleg |
| ------------ | ------------------------------------ | -------------------------------------------------------------------------------------------------- | ----- | ----- |
| 5. Dezember  | Alexandre Le Riche de La Pouplinière | französischer Steuerpächter (fermier général) und Mäzen                                            | 69    |       |
| 9. Dezember  | John Hay, 4. Marquess of Tweeddale   | schottisch-britischer Peer, Richter und Politiker                                                  |       |       |
| 11. Dezember | Philipp Adolph von Münchhausen       | deutscher Verwaltungsjurist, hannoverscher Staatsminister und Chef der Deutschen Kanzlei in London | 68    |       |
| 13. Dezember | Jonathan Krause                      | deutscher evangelischer Theologe und Kirchenliederdichter                                          | 61    |       |
| 19. Dezember | Johann Christoph von Stecher         | deutscher Verwaltungsjurist und preußischer Beamter                                                | 56    |       |
| 23. Dezember | Louis Boullenois                     | französischer Jurist und Schriftsteller                                                            | 82    |       |
| 23. Dezember | Johanna Gabriele von Österreich      | Erzherzogin von Österreich                                                                         | 12    |       |
| 24. Dezember | Johann Friedrich Constabel           | ostfriesischer Orgelbauer                                                                          |       |       |
| 26. Dezember | Petrus Frans Theunissen              | Priester im Deutschen Orden                                                                        |       |       |
| 31. Dezember | Francesco Felice Alberti d’Enno      | Fürstbischof von Trient                                                                            | 61    |       |
| Dezember     | Mary Collyer                         | englische Schriftstellerin und Übersetzerin                                                        |       |       |

## Datum unbekannt
| Tag | Name                                     | Beruf, bekannt als                                                                     | Alter | Beleg |
| --- | ---------------------------------------- | -------------------------------------------------------------------------------------- | ----- | ----- |
|     | Charles-Louis d’Authville Des Amourettes | französischer Militär und Enzyklopädist                                                |       |       |
|     | Wilhelm Ludwig von Aweyde                | preußischer Oberst, Chef des preußischen Jägerkorps sowie Erbherr auf Politten         |       |       |
|     | Richard Bathurst                         | englischer Arzt und Schriftsteller                                                     |       |       |
|     | Germain Louis Chauvelin                  | französischer Siegelbewahrer, Staatsminister und Staatssekretär                        |       |       |
|     | Ferdinand-Joseph Derons                  | belgischer Maler                                                                       |       |       |
|     | Ernst Friedrich von Ebersberg            | Regent der Herrschaft Gersfeld                                                         |       |       |
|     | André-Joseph Exaudet                     | französischer Violinist und Komponist der Frühklassik                                  |       |       |
|     | Rosario Gagliardi                        | italienischer Architekt                                                                |       |       |
|     | Sampson Gideon                           | britischer Bankier                                                                     |       |       |
|     | Johann Wilhelm Götz                      | deutscher Porzellanbildner                                                             |       |       |
|     | Johann Philipp Graumann                  | preußischer Finanzpolitiker                                                            |       |       |
|     | Gottlob Heinrich Heydenreich             | fürstlich-weimarischer Appellations- und kursächsischer Oberkonsistorialrat            |       |       |
|     | Johann Berenhard Klausing                | deutscher Orgelbauer                                                                   |       |       |
|     | George Gottlob von Knobelsdorff          | preußischer Landrat                                                                    |       |       |
|     | Johann Adam Kurrer                       | Pfarrer und Dekan                                                                      |       |       |
|     | Charlotte Mercier                        | französische Malerin                                                                   |       |       |
|     | Karl Friedrich Necker                    | preußisch-kurhannoverisch-schweizerischer Jurist, Autor und Grossrat der Republik Genf |       |       |
|     | Johannes Ruez                            | süddeutscher Holzbildhauer                                                             |       |       |
|     | Giacomo Giuseppe Saratelli               | italienischer Musiker und Komponist                                                    |       |       |
|     | Polycarp Friedrich Schacher              | deutscher Mediziner und Professor an der Universität Leipzig                           |       |       |
|     | Schāh Walīyullāh ad-Dihlawī              | islamischer Rechtswissenschaftler                                                      |       |       |
|     | Johann Michael Seligmann                 | deutscher Illustrator und Kunsthändler                                                 |       |       |
|     | Shen Quan                                | chinesischer Maler                                                                     |       |       |
|     | Tagphu Lobsang Tenpe Gyeltshen           | tibetischer Autor                                                                      |       |       |